# Museum am Dom St. Pölten
Das Museum am Dom St. Pölten (bis 2020 Diözesanmuseum St. Pölten) ist das Museum der Diözese St. Pölten. Es wurde im Jahr 1888 gegründet und ist das älteste diözesane Museum Österreichs. Das Museum befindet sich am St. Pöltner Domplatz in den barocken Räumlichkeiten des ehemaligen Augustiner-Chorherrenstiftes St. Pölten. Die Museumssammlung umfasst kirchliche Kunst aller Epochen und Gattungen.

## Geschichte
In den 1880er Jahren formierte sich der „Christlich-religiöse Kunstverein in Niederösterreich“, dessen Ziel die Gründung eines kirchlichen bzw. diözesanen Museums war. 1888 konnte in St. Pölten mit Zustimmung und Förderung des historisch interessierten Bischofs Matthäus Binder schließlich das erste Diözesanmuseum Österreichs gegründet werden. Hauptziel war es, den Klerus jener Zeit in historischen und kunsthistorischen Belangen zu schulen. Im ausgehenden 19. Jahrhundert entwickelte sich auch ein Bewusstsein für die historische Bedeutung von Objekten und Bauwerken, sodass der neu gegründeten Institution auch ein denkmalpflegerischer Ansatz zukam. Erster Leiter des Museums wurde der Geistliche Johannes Fahrngruber, der auch Mitarbeiter der 1850 gegründeten K. K. Zentral-Kommission (Vorläufer des heutigen Bundesdenkmalamtes) war.
1984 wurde das Museum anlässlich des 200-jährigen Bestehens der Diözese erweitert und neu eröffnet.
2016 wurde das Museum mit dem Österreichischen Museumsgütesiegel ausgezeichnet.
Im Jahr 2019 wurde ein neuer, zentraler Eingangsbereich der Diözese direkt am Domplatz geschaffen, in dessen erstem Stock sich seit diesem Zeitpunkt der neue Museumseingang befindet. 2020 wurde das Diözesanmuseum in Museum am Dom umbenannt und erhielt ein neues Logo. Dieses stellt in vereinfachter Form den St. Pöltner Dom dar.
Das Museum am Dom ist als „Abteilung Museum & Denkmalpflege“ in die Verwaltung der Diözese St. Pölten eingegliedert. Aufgabe der Abteilung ist neben der Betreuung des Museums auch die aktive Denkmalpflege in den 421 Pfarren der Diözese St. Pölten. Der Museumleiter ist der jeweilige Diözesankonservator und Mitglied in der Arbeitsgemeinschaft kirchlicher Konservatoren Österreichs.

## Museumsbestände & Räume

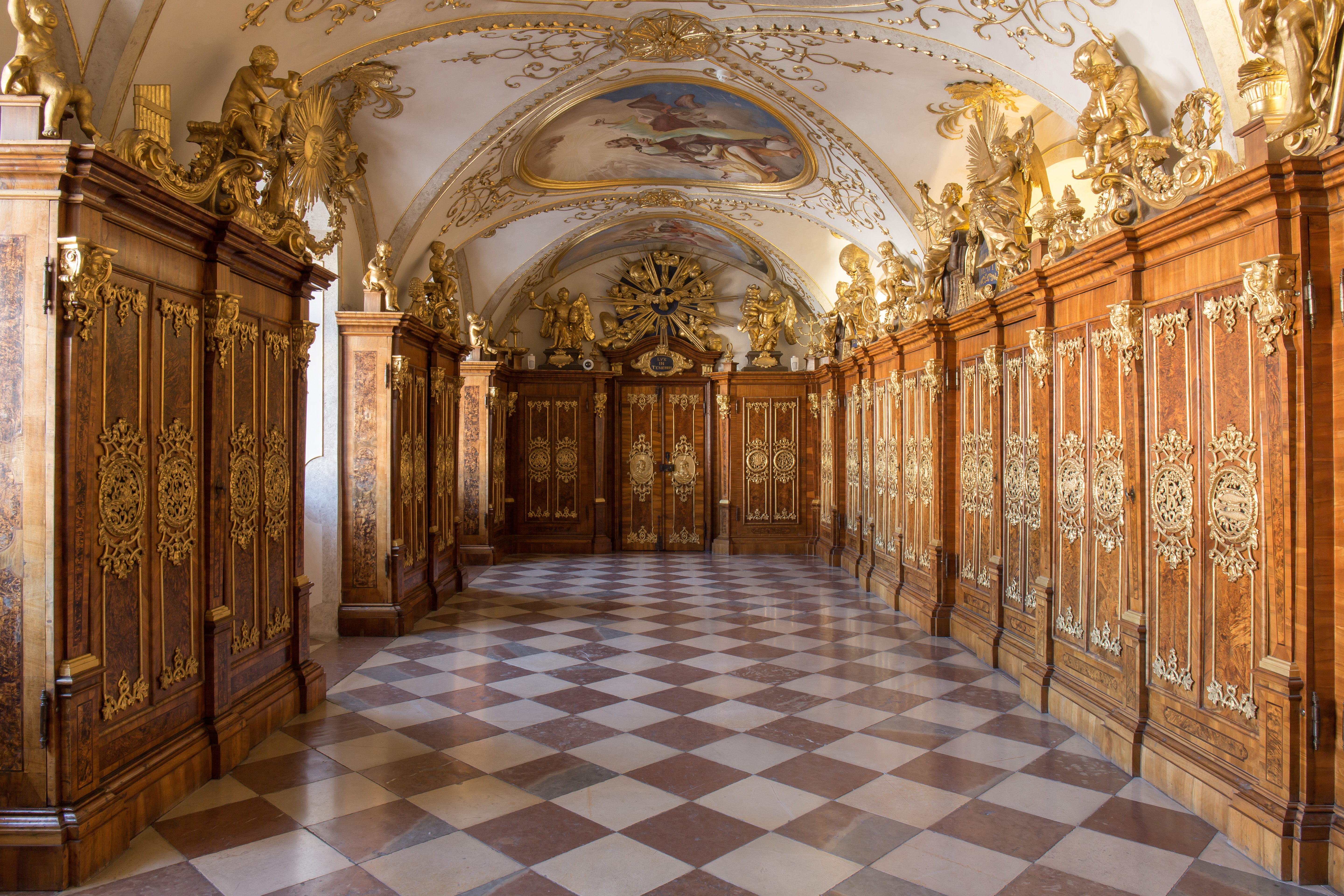
Einblick in die Bibliothek des ehemaligen Augustiner-Chorherrenstiftes St. Pölten

Das Museum am Dom befindet sich im ersten Stock des Kreuzganges des 1784 aufgelassenen Augustiner-Chorherrenstiftes St. Pölten. Die ehemalige Stiftsbibliothek, die in den 1720er und 1730er Jahren unter anderem von Paul Troger ausgestattet wurde, ist Teil des Museums. Ebenfalls zum Museum gehört die Bibliothek des ersten St. Pöltner Bischofs, Johann Heinrich von Kerens, die aus dem 18. Jahrhundert stammt und mit der Gründung der Diözese 1785 von Wiener Neustadt nach St. Pölten gebracht wurde.
Der Sammlungsbestand des Museum am Dom ist sehr heterogen, Schwerpunkt ist aber die kirchliche Kunst in all ihren Ausprägungen. Grundstock des Museums bildet die Sammlungstätigkeit des Museumsgründers Johannes Fahrngruber, der einerseits viele Objekte von seinen Reisen nach St. Pölten brachte, andererseits zahlreiche Kunstgegenstände aus den Pfarren der Diözese zusammentrug. Im 20. Jahrhundert wurde die Sammlung kontinuierlich erweitert, teils auch durch Ankäufe. Das Museum dokumentiert das gesamte kirchliche Kunstschaffen: Von Gemälden und Skulpturen über Altäre bis hin zu liturgischen Gefäßen und Textilien. Neben zahlreichen gotischen Figuren liegt ein Schwerpunkt auch auf der Barockkunst.
Das Museum am Dom besitzt einen besonders wertvollen Bestand an liturgischen Textilien, sogenannten Paramenten, darunter auch die mit 14 Lederkaseln größte bekannte Sammlung an Lederkaseln. 2006 wurde dem Museum die Kunstsammlung der Congregatio Jesu St. Pölten (vormals „Englische Fräulein“) als Dauerleihgabe übergeben, zu denen neben anderen Objekten auch viele bedeutende barocke Paramente zählen.
Neben den Museumsräumlichkeiten gehören noch die Schatz- und Paramentenkammer sowie der sogenannte bischöfliche Oratorium zum Museum am Dom. Beide Räume können im Rahmen von Führungen besichtigt werden.

## Museumsleitung seit Gründung 1888
Mit der Leitung des Museums waren in den ersten Jahrzehnten seines Bestehens ausschließlich Geistliche betraut. Der erste weltliche Leiter war Gerhard Winner, der gleichzeitig auch das Diözesanarchiv leitete. Die Leitung des Museums hatten seit 1888 inne:
- Prälat Johannes Fahrngruber (1888–1901)
- Prälat Alois Schmöger (1901–1910)
- Prälat Josef Wagner (1910–1938)
- Prälat Josef Karas (1938–1943)
- Prälat Karl Borromäus Frank (1943/45–1961)
- Gerhard Winner (1961–1980)
- Johann Kronbichler (1980–1993)
- Herbert Berndl-Forstner (1994–2001)
- Johann Kronbichler (2001–2008)
- Wolfgang Huber (2008–2019)
- Barbara Taubinger (seit 2020)

## Ausstellungen (Auswahl)
- 2009: St. Ypoelten. Stift und Stadt im Mittelalter
- 2010: Jakob Prandtauer
- 2011: Paramente! | Maulbertsch. Junger Meister – Altes Testament
- 2012: Paul Troger – Vision und Andacht
- 2013: Credo. Der Glaube in der Kunst
- 2014: Bronzezeiten | Krippen aus dem Mostviertel
- 2015: Meisterwerke aus dem Keresztény Múzeum Esztergom | Krippen aus dem Waldviertel
- 2016: Kirche und K... Sakrale Ausstattungen zwischen Kult und Kunst
- 2017: 1517–1717. Von der Reformation zum Hochbarock | „Krippen, Könige & Kindln“. Die Sammlung Kaplan
- 2018: Out of the dark. Das Strahlen des Sakralen | Ärzte der Heiligen
- 2019: Passio
- 2021: Himmlische Seelen. Knöcherne Juwelen
- 2022: Europa, wer bist du? Menschen, Mythen, Mächte | Gedon & Gran. Zwei Barockmaler in St. Pölten
- 2023: Fastenkrippen & Passionsszenen | Sakraler Jugendstil
- 2024: Schädelkult & Stiftstumult. 1000 Jahre Hippolytkloster | Wiedereröffnung der Dauerausstellung | Ausstellung im ehemaligen Luftschutzkeller der Diözese St. Pölten